# Princessa
Mónica Capel Cruz, com o nome artístico de Princessa (Madrid, 18 de maio de 1975), é uma cantora espanhola de pop e dance. Ela veio a ser conhecida primeiramente por sua participação em "World On Ice" em Madrid e no Gran Circo Mundial da Espanha. Ela foi descoberta pelo produtor Frank Peterson aos 16 anos de idade e alguns anos mais tarde gravou seu primeiro álbum. Ela produziu três gravações completas lançadas na Europa e no Japão, e uma quarta em produção, "All I Want", tendo já lançado o single de mesmo nome. Princessa gravou uma cópia da música The Night de Valerie Dore, em sua estréia, tendo o mesmo título.

## Discografia

### Álbuns
- 1993 Princessa (EMI Electrola)
- 1996 Calling You (East West Records)
- 1997 Princessa (East West Records)
- 1999 I Won't Forget You (East West Records)

### Singles (Solos)
- 1993 "Rojo Y Llanto" (EMI Electrola)
- 1994 "Ensalza Tu Amor" (EMI Electrola)
- 1994 "Tú estás loco" (EMI Electrola)
- 1996 "Calling You" (East West Records)
- 1996 "Anyone But You" (East West Records)
- 1997 "Try To Say I'm Sorry" (East West Records)
- 1997  "Baila Al Ritmo" (East West Records)
- 1997  "Vivo" (East West Records)
- 1997  "Summer Of Love" (East West Records)
- 1998  "Snowflakes" (East West Records)
- 1999  "I Won't Forget You" (East West Records)
- 1999  "(You Just) Believe In You" (East West Records)
- 2005  "All I Want" (Edel Music)

## Páginas Externas
Fan site